# Brit Volden
Brit Volden, född den 4 april 1960, är en norsk orienterare som blev världsmästarinna i stafett 1987, hon har även tagit tre VM-silver.